# Heitenried
Heitenried ist eine politische Gemeinde im Sensebezirk des Kantons Freiburg in der Schweiz.

## Geographie
Heitenried liegt auf 762 m ü. M., 11 km östlich der Kantonshauptstadt Freiburg (Luftlinie). Das Dorf erstreckt sich an aussichtsreicher Lage am Südwesthang des Magdalenaholzes, über der Talmulde des Lettiswilbaches, im Hügelland des östlichen Freiburger Mittellandes.
Die Fläche des 9,0 km² grossen Gemeindegebiets umfasst einen Abschnitt des Molassehügellandes zwischen den Flusstälern von Saane und Sense. Das Gebiet wird im Westen durch den Lettiswilbach begrenzt, der in einer weiten Talmulde nordwärts zur Taverna fliesst. Von dieser Talniederung erstreckt sich der Gemeindeboden nach Osten über das gewellte Hügelland mit den Höhen von Hubel (752 m ü. M.), Chapfholz (797 m ü. M.) und Magdalenaholz (mit 822 m ü. M. die höchste Erhebung von Heitenried) bis an die Sense im Bereich der Einmündung des Sodbaches. Die Sense fliesst hier in einem tief in die Molasseschichten des Umlandes eingeschnittenen Graben und weist bis zu 100 m hohe, teils mit Sandsteinfelsen durchzogene Steilhänge auf. Von der Gemeindefläche entfielen 1997 6 % auf Siedlungen, 19 % auf Wald und Gehölze, 74 % auf Landwirtschaft, und etwas weniger als 1 % war unproduktives Land.
Zu Heitenried gehören die Weiler Wiler vor Holz (725 m ü. M.) auf der Höhe östlich der Talniederung des Lettiswilbaches, Selgiswil (758 m ü. M.) auf einem Sattel südlich des Chapfholzes, Breitenried (665 m ü. M.) auf einer Geländeterrasse über dem Lettiswilbach, Lettiswil (748 m ü. M.) am gleichnamigen Bach und Schönfels (746 m ü. M.) auf dem Plateau westlich des Sensegrabens sowie zahlreiche Einzelhöfe. Nachbargemeinden von Heitenried sind Tafers und Ueberstorf im Kanton Freiburg sowie Schwarzenburg im Kanton Bern.

## Bevölkerung
Mit 1403 Einwohnern (Stand 31. Dezember 2023) gehört Heitenried zu den mittelgrossen Gemeinden des Kantons Freiburg. Von den Bewohnern sind 97,2 % deutschsprachig, 0,6 % französischsprachig, und 0,6 % sprechen Portugiesisch (Stand 2000). Die Bevölkerungszahl von Heitenried belief sich 1850 auf 705 Einwohner, 1900 auf 748 Einwohner. Im Verlauf des 20. Jahrhunderts pendelte die Bevölkerungszahl im Bereich zwischen 750 und 880 Personen. Erst seit 1980 (761 Einwohner) wurde eine deutliche Bevölkerungszunahme verzeichnet.

## Politik

### Wappen
Blasonierung: »Geteilt von Rot mit wachsender silbernen Lilie und von Silber.«
Die Gemeinde übernahm in den 1930er-Jahren eine Variante des Wappens ihrer ehemaligen Herren, der Ritter von Maggenberg.

## Wirtschaft
Heitenried war bis in die zweite Hälfte des 20. Jahrhunderts ein vorwiegend durch die Landwirtschaft geprägtes Dorf. Noch heute haben die Milchwirtschaft, die Viehzucht sowie der Ackerbau und der Obstbau einen wichtigen Stellenwert in der Erwerbsstruktur der Bevölkerung. Weitere Arbeitsplätze sind im lokalen Kleingewerbe und im Dienstleistungssektor vorhanden. In Heitenried sind Betriebe des Holzbaus, des Baugewerbes, der Informatik, mechanische Werkstätten und Käsereien ansässig. In den letzten Jahrzehnten hat sich das Dorf dank seiner attraktiven Lage auch zu einer Wohngemeinde entwickelt. Viele Erwerbstätige sind deshalb Wegpendler, die hauptsächlich in den Regionen Freiburg und Bern arbeiten.

## Verkehr
Die Gemeinde ist verkehrsmässig recht gut erschlossen. Sie liegt an der Hauptstrasse von Freiburg via Schwarzenburg nach Thun. Die Strasse führt steil in das Sensetobel, wo sie den Fluss auf der modernen Sodbachbrücke überquert, neben der noch die historische Holzbrücke von 1876 erhalten ist, die zu je einem Viertel auf dem Gemeindegebiet von Heitenried und von Tafers liegt.
Durch die Buslinien der TPF, welche die Strecken von Freiburg nach Schwarzenburg und von Schmitten nach Schwarzenburg bedienen, ist Heitenried an das Netz des öffentlichen Verkehrs angebunden.

## Geschichte
Das Gemeindegebiet von Heitenried war schon sehr früh besiedelt, was durch die Funde von Grabhügeln aus der Hallstattzeit im Magdalenaholz sowie von einzelnen Überresten der Römerstrasse, die von Freiburg nach Schwarzenburg führte, nachgewiesen werden konnte.
Aufgrund des Gemeindenamens wird vermutet, dass Heitenried im 10. oder 11. Jahrhundert durch die Alemannen gegründet wurde (abgeleitet vom Personennamen Heito). Die erste urkundliche Erwähnung des Ortes erfolgte 1228 unter dem französischen Namen Essers. Die deutsche Version Riede ist von 1296 überliefert. Beide Namen haben die Bedeutung einer Waldrodung.
Im Mittelalter bildete Heitenried eine eigene kleine Herrschaft, die im 14. Jahrhundert in den Besitz der Grafen von Thierstein kam. Im Jahr 1442 gelangte das Dorf durch Kauf unter die Herrschaft von Freiburg und wurde der Alten Landschaft (Aupanner) zugeordnet. Zur Schlacht bei Murten im Jahr 1476 schickten Heitenried und Vyler vor Holtz gemäss dem freiburgischen Aufgebot eine "Reisgesellschaft (Compagnie)" von 37 ausgerüsteten Männern.
Nach dem Zusammenbruch des Ancien Régime (1798) gehörte Heitenried während der Helvetik und der darauf folgenden Zeit zum Distrikt Freiburg und ab 1831 zum Deutschen Bezirk Freiburg, bevor es 1848 mit der neuen Kantonsverfassung in den damals neu geschaffenen Sensebezirk eingegliedert wurde.

## Sehenswürdigkeiten
Die Pfarrei Heitenried ist seit 1228 erwähnt. Ihre heutige Gestalt erhielt die Pfarrkirche Sankt Michael beim Neubau im neugotischen Stil in den Jahren 1904 bis 1905. Sie besitzt eine reiche Ausstattung. Das Dorf wird überragt von einem Schloss, das im 16. und 17. Jahrhundert unter der Familie Diesbach-Steinbrugg an der Stelle einer mittelalterlichen Burg erbaut wurde und heute als Schulhaus benutzt wird.
Kapellen gibt es in mehreren Weilern, nämlich die Mauritiuskapelle in Wiler vor Holz, die Nikolaus- oder Nothelferkapelle in Selgiswil und die Josephskapelle in Schönfels, die mit Figuren des 17. Jahrhunderts aus der Pfarrkirche von Tafers ausgestattet ist.
In den Weilern im Gemeindegebiet sind charakteristische Bauernhäuser aus dem 17. bis 19. Jahrhundert erhalten.
Durch Heitenried führt der Abschnitt des Jakobswegs von Schwarzenburg nach Freiburg.

## Bilder

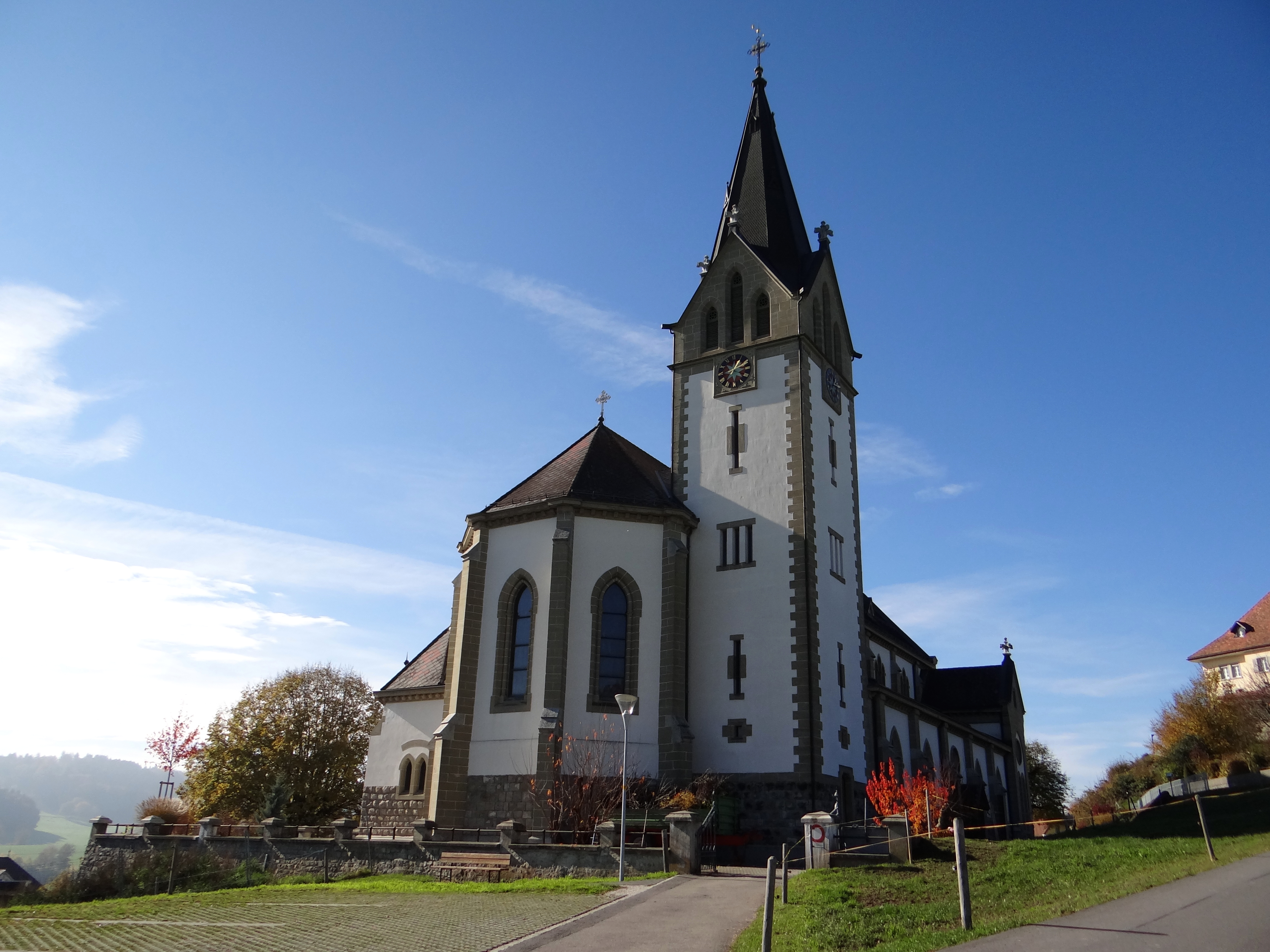
Pfarrkirche Sankt Michael, Aussenansicht
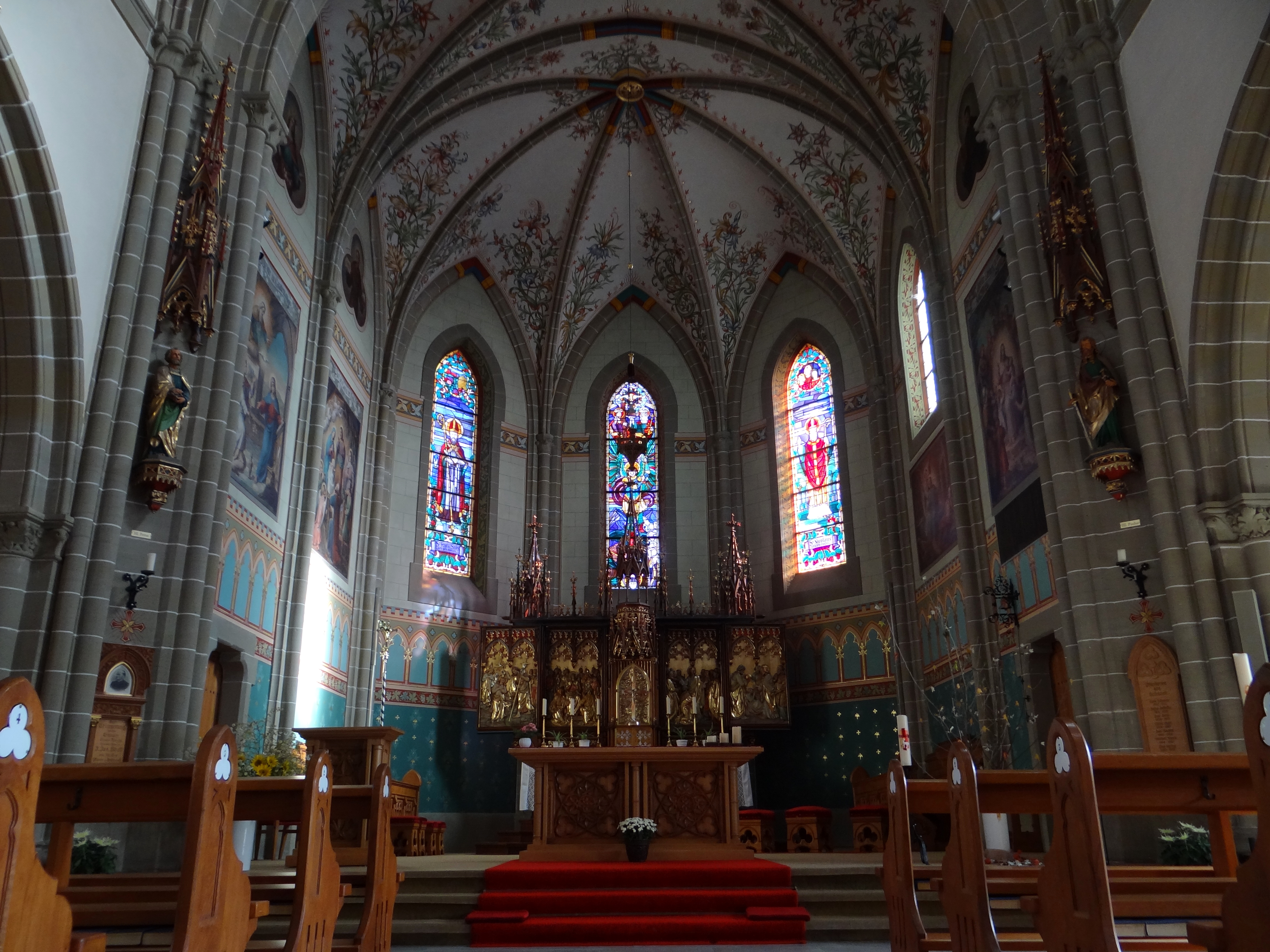
Pfarrkirche Sankt Michael, Innenansicht
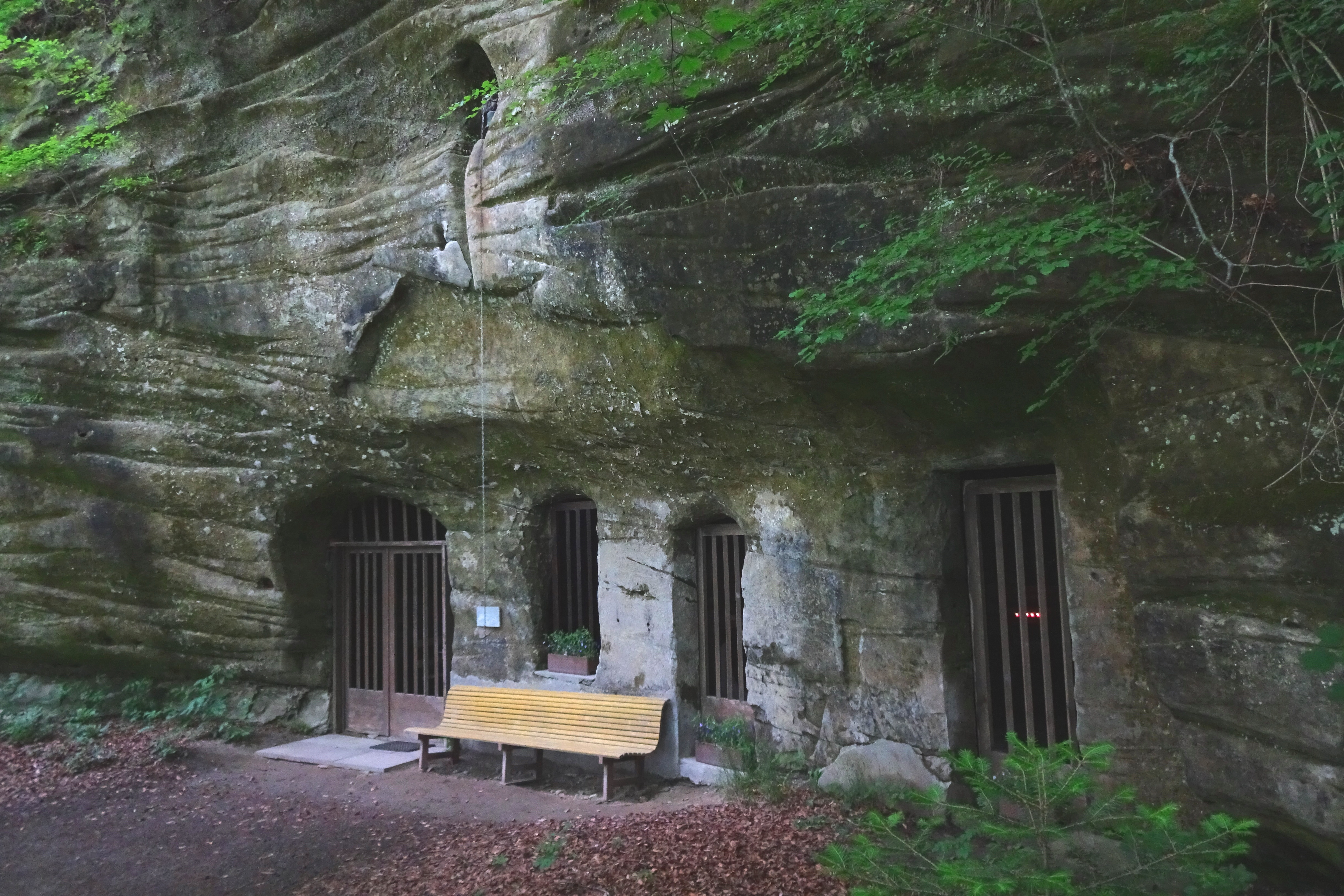
Felsenkapelle (1700, 1707, 1867) – Magdalenakapelle (III. Kapelle im Schlosswald Heitenried), Aussenansicht
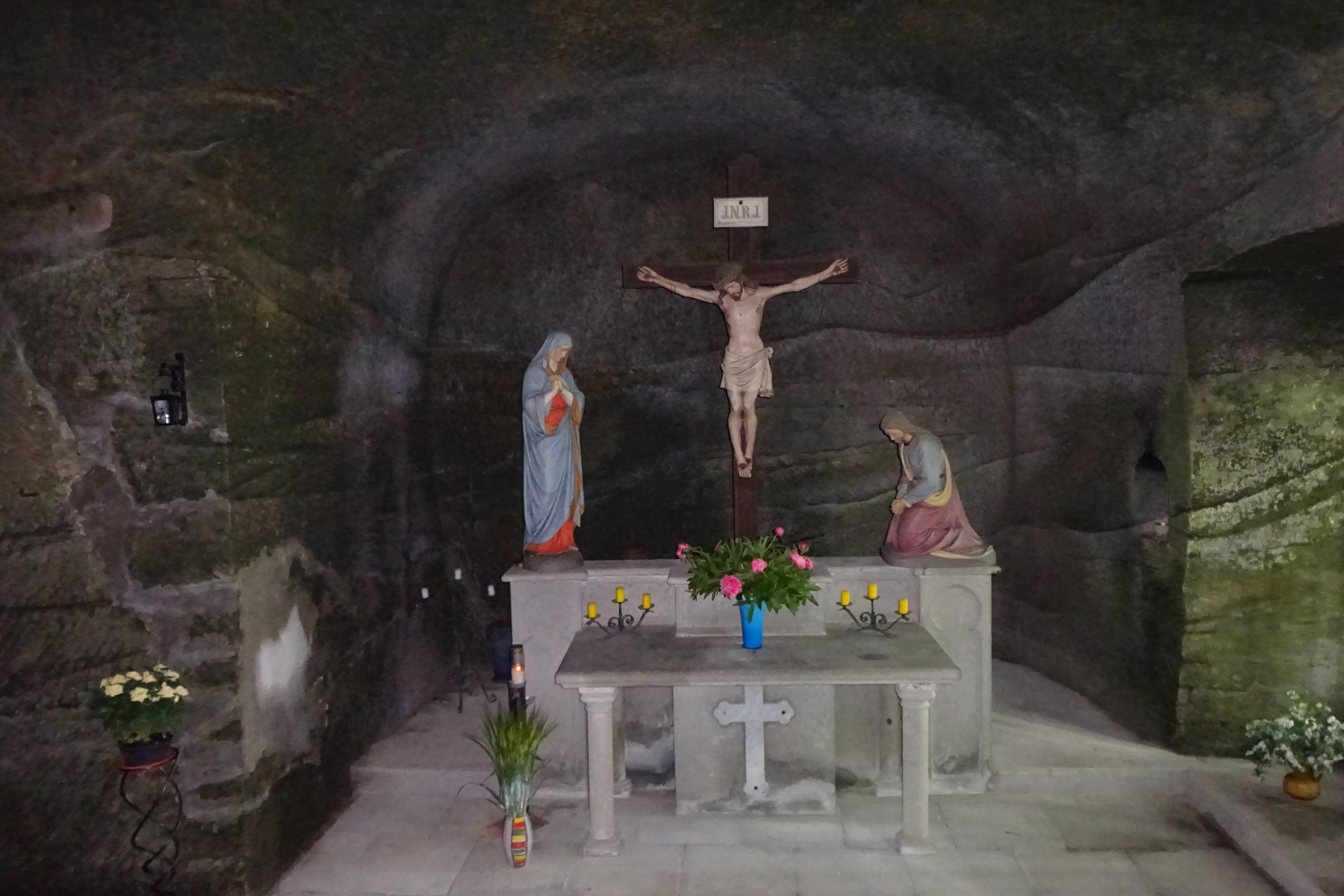
Felsenkapelle (1700, 1707, 1867) – Magdalenakapelle (III. Kapelle im Schlosswald Heitenried), Innenansicht
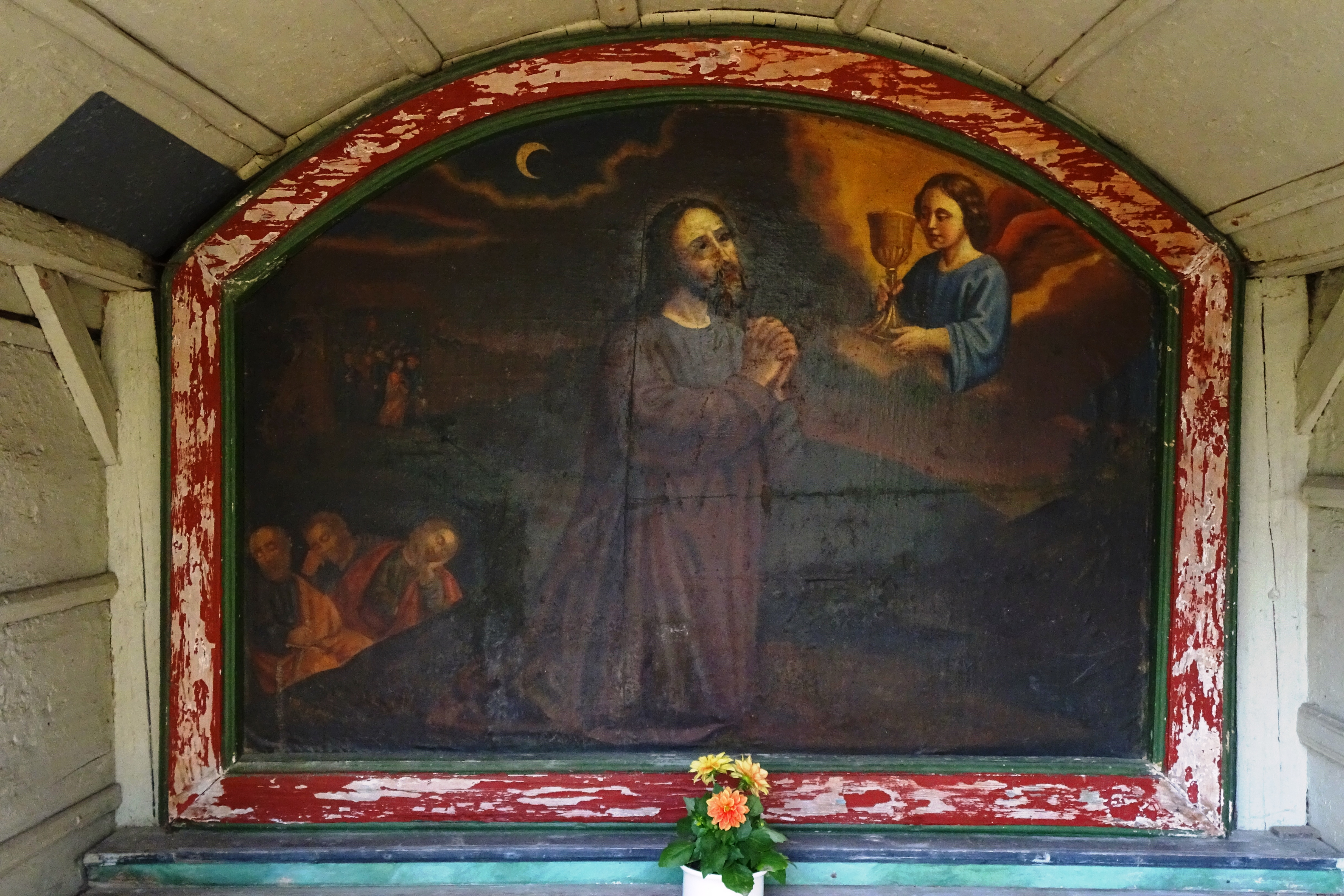
Magdalenakapelle im Schlosswald Heitenried, unteres Bethäuschen (I. Kapelle im Schlosswald), Tafelbild «Jesus im Garten Gethsemane / Christus am Ölberg»